# Lilli Palmer
Lilli Palmer (Poznań, 24 de mayo de 1914-Westwood, 27 de enero de 1986) fue una actriz alemana nominada a los Premios Globo de Oro. Mujer polifacética, demostró su talento como escritora, pintora, cantante, presentadora de televisión y, en su juventud, campeona de tenis de mesa.

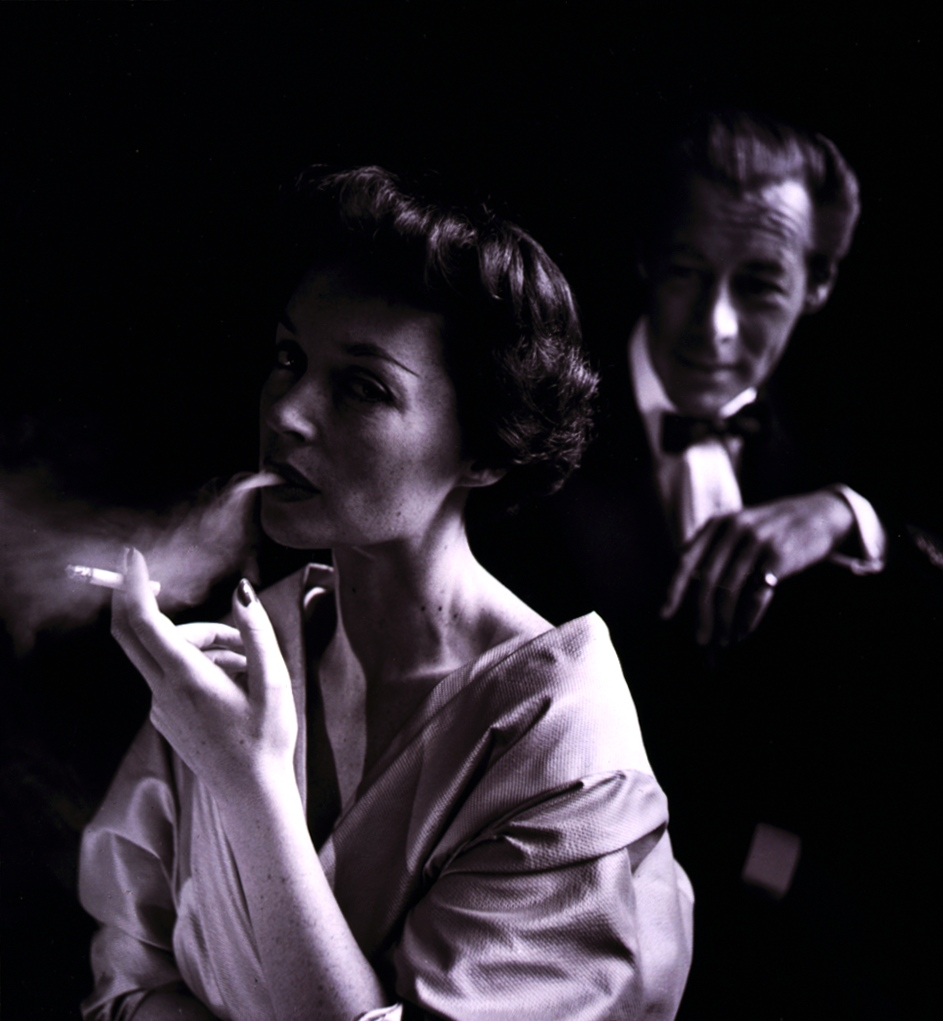
Con Rex Harrison en 1950.

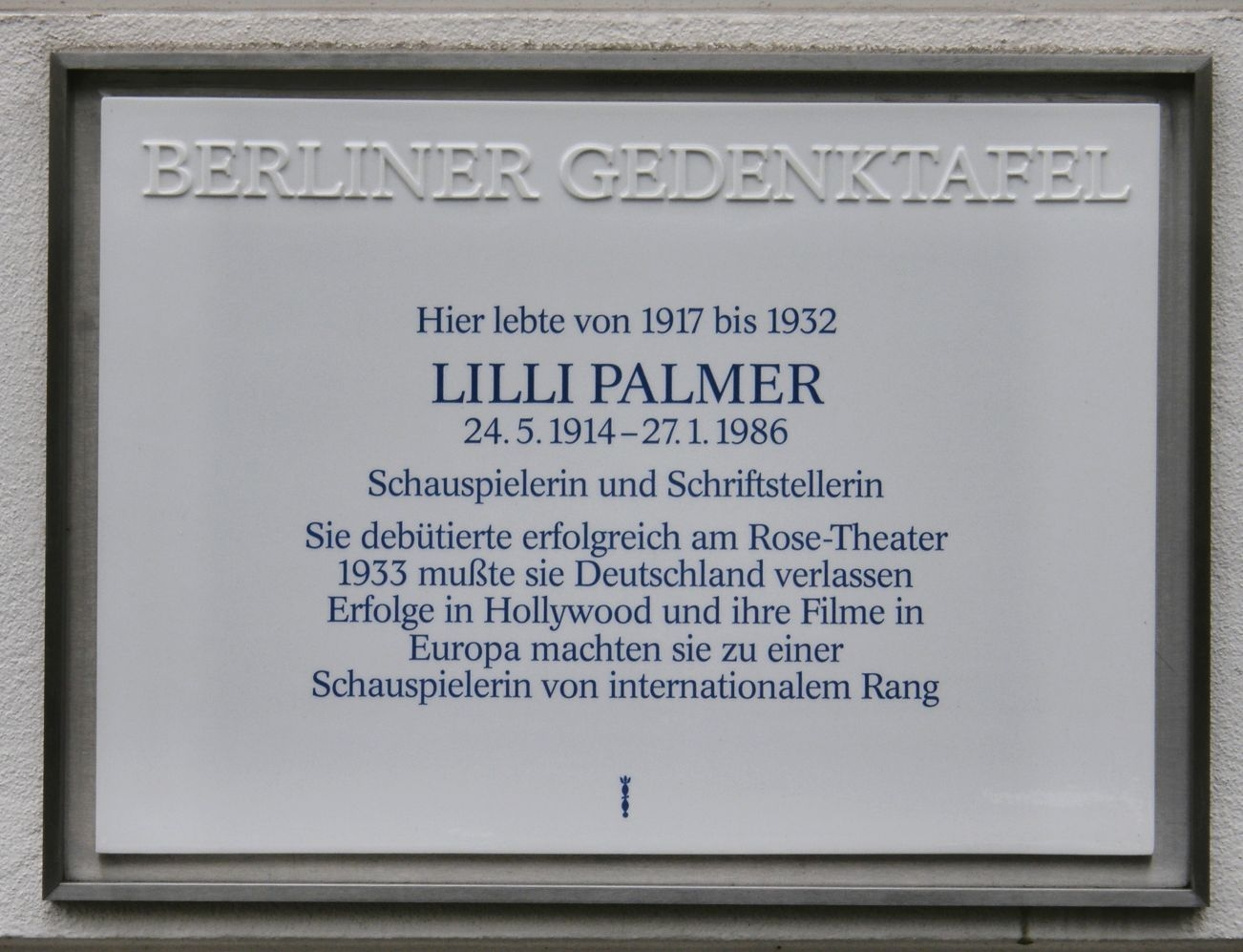
Placa conmemorativa en su casa de Berlín donde vivió entre 1917 y 1932

## Biografía
Su verdadero nombre era Lillie Marie Peiser, y nació en la actual Poznań, Polonia, en aquel momento Posen (Prusia). Su nombre artístico, Palmer, era el de una actriz inglesa que ella admiraba. Sus padres eran Alfred Peiser, un cirujano alemán judío, y Rose Lissman, una actriz teatral austriaca y judía.
En 1917, a los tres años de edad, su familia se mudó a Berlín-Charlottenburg donde creció y se educó. Estudió arte dramático en Berlín con la vienesa Ilka Grüning (1876-1964) y Lucie Höflich (1883-1956) y debutó en 1932 en el Rose-Theater, luego fue parte del conjunto del Hessischen Landestheater en Darmstadt donde fue actriz y soprano soubrette en operetas, antes de trasladarse junto con sus hermanas —la actriz y cantante Irene Prador y la menor Hilde Peiser— a París en 1934 tras la llegada de los nazis al poder.
En 1930 participó con la selección germana en el campeonato del mundo de tenis de mesa disputado de Berlín, bajo su nombre real, perdiendo frente a la campeona mundial Mária Mednyánszky.
Mientras actuaba en cabarets, llamó la atención de cazatalentos británicos, que le ofrecieron un contrato para Gaumont Film Company. Debutó en el cine con el film Crime Unlimited (1935), y en la siguiente década se dedicó a la actuación en el cine británico —filmó con Alfred Hitchcock en 1936—, debutando en teatro inglés en 1936 donde concentró su carrera hasta el fin de la Segunda Guerra Mundial.
En 1943 se casó con el actor Rex Harrison, trasladándose con él a Hollywood en 1945. Firmó un contrato con Warner Brothers y actuó en varias películas, destacando Cloak and Dagger (1946) de Fritz Lang con Gary Cooper y Cuerpo y alma (1947). Asimismo trabajó de modo periódico en obras de teatro, al igual que presentando su propia serie televisiva en 1951.
Se destacó en César y Cleopatra, Venus Observada, Bell Book and Candle y El amor de los cuatro coroneles de Peter Ustinov. Harrison y Palmer actuaron juntos en el éxito de Broadway Bell, Book and Candle en los primeros años cincuenta, y después en la versión filmada de la obra teatral de Jan de Hartog The Fourposter (1952). Harrison y Palmer se divorciaron en 1956. Durante su matrimonio Harrison tuvo varias aventuras amorosas, incluyendo una con la actriz Carole Landis, la cual se suicidó en 1948 como consecuencia de su relación con el actor.
Palmer y Harrison tuvieron un hijo, el escritor Carey Harrison, nacido en 1944.
Palmer volvió a Alemania en 1954, donde trabajó para el cine y la televisión junto a Romy Schneider y Curd Jürgens, a la vez que seguía actuando para producciones de Estados Unidos junto a estrellas como  Clark Gable, James Mason, Jean Gabin y Charles Boyer y otros países como Francia en Los amantes de Montparnasse (1957) con Gerard Philipe.
Junto a William Holden intervino en un film de espionaje, The Counterfeit Traitor (1962), y con Robert Taylor actuó en una película basada en hechos reales de la Segunda Guerra Mundial, Miracle of the White Stallions (1963), de Walt Disney. En 1969 protagonizó una producción española: La residencia, debut como director de cine de Narciso Ibáñez Serrador. En 1978 participó en la película Los niños del Brasil, dentro de un sólido reparto con Gregory Peck, Laurence Olivier y James Mason, entre otras estrellas.
Para la pequeña pantalla fue en 1974 Manouche Roget, en la serie The Zoo Gang, sobre un grupo de antiguos combatientes de la Segunda Guerra Mundial, interpretados por Brian Keith, Sir John Mills, y Barry Morse.

## Vida personal
Su segunda boda tuvo lugar en 1958, con el actor argentino Carlos Thompson. Este matrimonio duró hasta el fallecimiento de la actriz en Los Ángeles, California, en 1986 a causa de un cáncer. Lilli Palmer fue enterrada en el Cementerio Forest Lawn Memorial Park, en Glendale (California).
Escritora de talento, publicó sus memorias en 1975 bajo el título de Change Lobsters and Dance, además de una novela, The Red Raven, en 1978.

## Reconocimientos
Además, fue condecorada con la Orden del Mérito de la República Federal de Alemania (Bundesverdienstkreuz) en la categoría de Gran Cruz al Mérito de la República Federal Alemana.
Por su actividad televisiva, a Palmer se le concedió una estrella en el Paseo de la Fama de Hollywood, en el 7013 de Hollywood Boulevard.
El gobierno alemán le dedicó un sello postal en el año 2000 y en el barrio berlinés de Haselhorst donde residió el Paseo Lilli Palmer o Lilli-Palmer-Promenade.

## Publicaciones
- Lilli Palmer - Dicke Lilli – gutes Kind, Munich, 1974 (en español se llamó Así fue mi vida)
- Lilli Palmer - Der rote Rabe, Munich, 1977
- Lilli Palmer - Umarmen hat seine Zeit
- Lilli Palmer - Nachtmusik,  New York: Harper and Row, 1982

- Lilli Palmer - Change Lobsters and Dance: An Autobiography. New York: Macmillan, 1975. ISBN 0-02-594610-2
- Michael O. Huebner: Lilli Palmer. Ihre Filme – ihr Leben. 2. Auflage. Heyne, Munich 1991, ISBN 3-453-86107-8.
- Marion Steiner - Schauspielerinnen im Exil (1930-1945), Vier exemplarische Lebensläufe - Therese Giehse, Lilli Palmer, Salka Viertel, Helene Weigel, Saarbrücken, 2008
- Birgit Wetzig-Zalkind-  Das ist Berlin, Eine Stadt und ihre Stars, Berlin/Bonn, 2005

## Premios y distinciones
Festival Internacional de Cine de Venecia
| Año  | Categoría                    | Película       | Resultado |
| ---- | ---------------------------- | -------------- | --------- |
| 1953 | Copa Volpi a la mejor actriz | Alcoba nupcial | Ganadora  |

Festival Internacional de Cine de San Sebastián
| Año  | Categoría                         | Película           | Resultado |
| ---- | --------------------------------- | ------------------ | --------- |
| 1965 | Concha de Plata a la mejor actriz | Operación Crossbow | Ganadora  |

- 1956: Deutscher Filmpreis por Der Teufel in Seide.
- 1957: Deutscher Filmpreis por Anastasia — Die letzte Zarentochter.
- 1959: Globo de Oro nominación por But Not for Me.
- 1972: Goldene Kamera por Eine Frau bleibt eine Frau.
- 1978: Deutscher Filmpreis a la trayectoria.
- 1986: Globo de Oro nominación por Pedro el Grande.

## Filmografía parcial
- Crime Unlimited (1935)
- Secret Agent (1936)
- Good Morning, Boys (1937)
- The Door with Seven Locks (1940)
- Thunder Rock (1942)
- The Gentle Sex (1943)
- The Rake's Progress (1945)
- Cloak and Dagger (1946)
- Cuerpo y alma (1947)
- The Long Dark Hall (1951)
- The Four Poster (1952)
- Feuerwerk (1954)
- Los amantes de Montparnasse (Les Amants de Montparnasse) (1958)
- Mädchen in Uniform (1958)
- But Not for Me (No soy para ti) (1959)
- Conspiracy of Hearts (La guerra secreta de Sor Catherine) (1960)
- The Pleasure of His Company (Su grata compañía) (1961)
- The Counterfeit Traitor (Espía por mandato) (1962)
- Miracle of the White Stallions (Operación Cowboy) (1963)
- Operación Crossbow (1965)
- The Amorous Adventures of Moll Flanders (1965)
- Sebastian (1968)
- La residencia (The House That Screamed) (1969)
- De Sade (1969)
- Children of Mata Hari (1970)
- The Other Side of the Wind (1972) (sin estrenar)
- Lotte in Weimar: The Beloved Returns (1974)
- Los niños del Brasil (1978)
- The Holcroft Covenant (El pacto de Berlín) (1985)